# Ardeypforte
Die Ardeypforte ist eine naturräumliche Einheit mit der Ordnungsnummer 3371.4 und umfasst das 140 m tiefe Durchbruchssohlental der Ruhr zwischen Wetter (Ruhr)-Oberwengern und Witten-Bommern.
Das Tal, das links und rechts der Ruhr je eine Bahnstrecke (Ruhrtalbahn bzw. Bahnstrecke Elberfeld–Dortmund) und eine Hauptstraße (Landesstraße 675 bzw. Bundesstraße 226) aufnimmt, besitzt eine ca. 500 m breite, auf 80 m Höhe gelegene Wiesensohle und verbindet naturräumlich den Hagener Tälerkessel (Ordnungsnummer 3372.1) mit dem Ruhrtal (3371.2). Im Osten erhebt sich mit steilen, mehrfach eingekerbten Talhängen das Ardeygebirge (3371.5). Im Westen ist die Abdachung nur mäßig abgeböscht und wird von Muldentälern mit offenen Flurterrassen gegliedert. Dahinter schließt sich das Märkische Schichtrippenland (3371.13) und der Haßlinghauser Rücken (3371.15) an.
Geologisch liegt die Ardeypforte im stark gefalteten, flözführenden Oberkarbon des Westfaliums I, deren Gestein aus mächtigen, örtlich anstehenden Konglomerat- und Sandsteinbänken besteht. Die Talsohle besitzt reichhaltige Schotterkörper, die trinkwasserhaltig sind.
Wesentliche Teile des Naturraums gehören zum Naturschutzgebiet Ruhraue Witten-Gedern.